# Мушкетівський цвинтар
Мушкетівський цвинтар — некрополь у Калінінському районі Донецька по проспекту Полеглих Комунарів.

## Історія
Мушкетівський цвинтар відкритий 1929 року біля робітничого поселення Мушкетівка. Сюди перенесені більш ранні могили з ліквідованих цвинтарів Сталіно. Під час окупації Донецька шурф шахти 4-4 біс «Калинівка» став місцем страти і братською могилою. З 360 метрів глибини стовбура шахти 305 метрів завалені трупами десятків тисяч чоловік. Після звільнення міста останки поховані на Мушкетівському кладовищі в Меморіальної братській могилі.
Нині офіційно цвинтар оголошено закритим для нових поховань. Роблять винятки тільки для підпоховання і раніше зарезервованих ділянок. Цвинтар перебуває у комунальній власності. ТОВ «Ритуальні послуги» орендувало обслуговування кладовища на 49 років.
«Мисливці» за металом 2002 року пограбували 76 пам'ятників на цвинтарі, серед яких пам'ятники професора Богославського і поета Летюка.
26 червня 2007 року на цвинтарі заклали місце для будівництва поминальної каплиці на честь Всіх святих і Поклонного Хреста. Каплиця і Поклонний Хрест побудують в пам'ять про загиблих воїнів.

## Деякі поховання
З відомих донеччан на кладовищі поховані:
- Богославський Володимир Матвійович (1888—1953) — хірург, професор[7]
- Гаркуша Кузьма Дмитрович — Герой Радянського Союзу (1943).
- Гінзбург Наум Абрамович — український радянський скульптор.
- Летюк Євген Миколайович (1929—1976) — український поет.
- Довгуля Валентин Миколайович (1962—1986) — лейтенант, командир групи, кавалер ордена Червоного Прапора[8].
- Корнілов Дмитро Володимирович — журналіст[9].
- Байдебура Павло Андрійович — письменник, голова правління Донецької організації спілки письменників України.

На кладовищі знаходиться надгробний пам'ятник роботи Н. А. Гінзбурга, який працівники Музею єврейської спадщини Донбасу вважають першим у Донецьку пам'ятником жертвам Голокосту.

## Маршрути міського транспорту
До кладовища ходять графікові маршрути пасажирського транспорту Донецька: № 28 АС «Критий ринок — Мушкетівське кладовище — АС Будьонівська», № 74-б «АС Центр — Міськсвітло — Щетиніна». У Фомину неділю за розпорядженням Донецької міської ради вводяться додаткові маршрути пасажирського транспорту Донецька: «АС Критий ринок — Мушкетівське кладовище», «АС Центр — Міськсвітло — Мушкетівське кладовище», «вул. Щетиніна — Заперевальна — Мушкетівське кладовище», «вул. М. Ульянової — Мушкетівське кладовище».